# ثنيان بن براك آل حميد
ثنيان بن براك آل حميد هو الأميرُ الثالث للإمارة الخالدية، أشتهرَ بفترة حكمه القصيرة التي لم تتعدى عامًا واحدًا وكانت له محاولةٌ في توسعة إمارته ولكنه قُتل في إحدى معاركه.

### فهرس المراجع
1. ↑  الخالدي (2010)، ص. 127.

### بيانات المراجع
الكُتُب مُرتَّبة حَسب تاريخ النَّشر
- محمد يوسف الخالدي (2010)، قبيلة بني خالد في الجزيرة العربية: دراسة تاريخية عن ذرية خالد بن الوليد المخزومي (ط. 1)، بيروت: الدار العربية للموسوعات، LCCN:2010322892، OCLC:525242376، OL:25075738M، QID:Q116257101

| ثنيان بن براك آل حميد |                                 |                    |
| سبقه محمد بن غرير     | أُمراء دولة بني خالد الأولى 1691 | تبعه سعدون بن محمد |